# Lapitiguana
Lapitiguana é um gênero extinto de iguana gigantes. Foi extinta da Ilha de Fiji há 3.000 anos, quando os humanos lá chegaram.